# 青木ゆり子
青木ゆり子（あおき ゆりこ）は、日本の各国・郷土料理研究家。ぐるなびippin郷土料理公式キュレーター。
雑誌ぴあの記者等を経て、2000年に世界の料理総合情報サイト e-food.jpを設立。国内外の伝統的な郷土料理を守り、未来につなげるスタンスでサイト運営、執筆者、講師、料理人などとして活動。
定期イベントとして4年に1度、サッカーのワールドカップ開催年に食で国際理解を目的にした「ワールドカップ料理会」を主催。

## 著作・監修
- しらべよう！世界の料理 全7巻（ポプラ社）監修、4巻・5巻・7巻の著
- 世界の郷土料理事典: 全世界各国・300地域料理の作り方を通して知る歴史、文化、宗教の食規定 （2020年、誠文堂新光社、ISBN 978-4416620175）

## 寄稿・雑誌
- 謎だらけのインド料理を知る　Safari（日之出出版）2017年12月
- 旅と郷土料理　道（ホテルオークラ＆ニッコーホテル＆JALシティホテル館内誌）2017年10月
- 地下鉄で世界一周食の旅　華麗なるニューヨーク CREA TRAVELLER（文藝春秋）2015年9月

## 講師・司会
- 進化するアメリカの食文化 スパムおにぎりのルーツをたどって（駐日アメリカ合衆国大使館）

## 出演

### テレビ
NHK
- ごごナマ

日本テレビ
- going!

### オンライン
- 食文化の本来と将来 （ドコモgacco）

### インターネットラジオ
- ごちそうリミックス（公益財団法人国際文化フォーラム）